# Бранд (Верхний Пфальц)
Бранд (нем. Brand) — община в Германии, в земле Бавария.
Подчиняется административному округу Верхний Пфальц. Входит в состав района Тиршенройт. Подчиняется управлению Нойзорг. Население составляет 1172 человека (на 31 декабря 2010 года). Занимает площадь 9,48 км².
Коммуна подразделяется на 7 сельских округов.